# Priscilla Presley

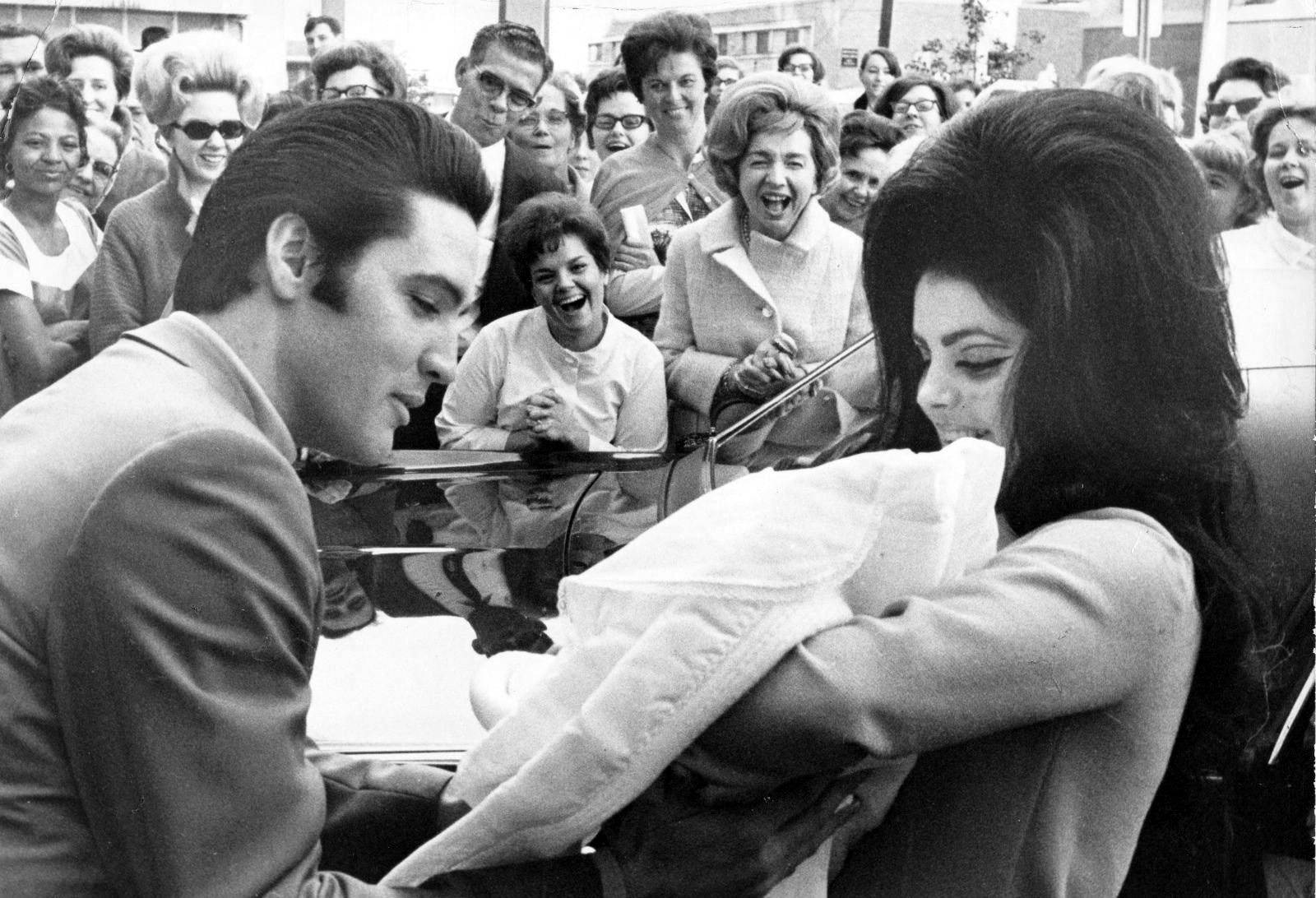
Elvis Presley és Priscilla az újszülött Lisa Marie-vel 1968 februárjában

Priscilla Presley, születési nevén Priscilla Ann Wagner (Brooklyn, New York, 1945. május 24. –) amerikai színésznő, producer. Elvis Presley volt felesége (1967–1973).

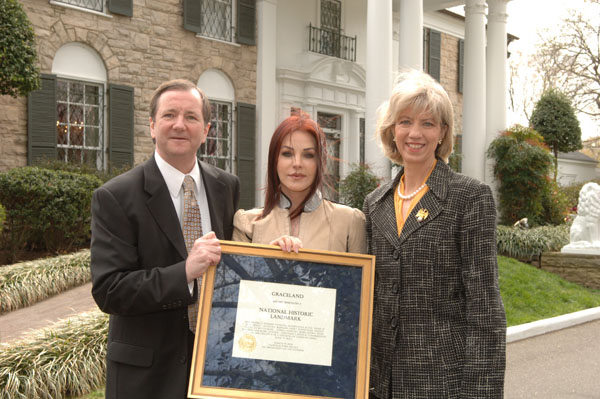
Jack Soden, Priscilla Presley és Gale Norton a Graceland-kastély – Elvis Presley egykori otthona – előtt (2006)

## Élete és pályafutása
1945. május 24-én született New Yorkban, Brooklynban, családja részben norvég, részben skót-ír és angol gyökerekkel rendelkezik. Édesapja, James Wagner lánya születése után nem sokkal meghalt egy repülőgép-katasztrófában. Paul Beaulieu, édesanyjának második férje örökbe fogadta. 
Középiskolai tanulmányait Wiesbadenben, Nyugat-Németországban végezte el. Itt ismerkedett meg későbbi férjével, Elvis Presley-vel, aki 6 év udvarlás után, 1967. május 1-jén feleségül vette. Kilenc hónap múlva megszületett egyetlen lánya, Lisa Marie (1968–2023). Elvis és Priscilla 1973-ban elváltak. 
1992-ben a People magazin beválasztotta a világ 50 legszebb embere közé. 1998-ban tiszteletbeli diplomát kapott. 2000. szeptember 11-én beválasztották a Metro-Goldwyn-Mayer Inc. tanácsába. Még ugyanebben az évben az MGM igazgatótanácsának is tagja lett.

## Filmográfia

### Film
| Év   | Magyar cím                                    | Eredeti cím                                    | Szerep              | Magyar hang        |
| ---- | --------------------------------------------- | ---------------------------------------------- | ------------------- | ------------------ |
| 1988 | Csupasz pisztoly                              | The Naked Gun: From the Files of Police Squad! | Jane Spencer        | Szegedi Erika      |
| 1990 | Ford Fairlane kalandjai                       | The Adventures of Ford Fairlane                | Colleen Sutton      | Káldi Nóra         |
| 1991 | Csupasz pisztoly 2 és 1/2                     | The Naked Gun 2½: The Smell of Fear            | Jane Spencer        | Vándor Éva         |
| 1994 | Csupasz pisztoly 33 1/3 – Az utolsó merénylet | Naked Gun 33⅓: The Final Insult                | Jane Spencer Drebin | Nagy-Kálózy Eszter |
| 1998 | Elvis-lek Memphisbe                           | Finding Graceland                              | vezető producer     |                    |
| 2025 | Csupasz pisztoly                              | The Naked Gun                                  | Jane Spencer        | nem szólal meg     |

### Televízió
| Év        | Magyar cím                       | Eredeti cím                 | Szerep                 | Megjegyzések                                                       |
| --------- | -------------------------------- | --------------------------- | ---------------------- | ------------------------------------------------------------------ |
| 1983      | A túlsó part a halál             | Love Is Forever             | Sandy Redford          | - tévéfilm - magyar hangja: - Dudás Eszter                         |
| 1983      |                                  | The Fall Guy                | Sabrina Coldwell       | 1 epizód                                                           |
| 1983–1988 | Dallas                           | Dallas                      | Jenna Wade             | állandó szereplő (143 epizód)                                      |
| 1988      | Elvis és én                      | Elvis and Me                | nem szerepel           | - tévéfilm - vezető producer                                       |
| 1990      |                                  | Elvis                       | nem szerepel           | vezető producer (2 epizód)                                         |
| 1993      | Mesék a kriptából                | Tales from the Crypt        | Gina                   | 1 epizód                                                           |
| 1994      |                                  | Elvis: The Tribute          | nem szerepel           | - tévéfilm - vezető producer                                       |
| 1996      | Melrose Place                    | Melrose Place               | Benson nővér           | 3 epizód                                                           |
| 1997      | Angyali érintés                  | Touched by an Angel         | Dr. Meg Saulter        | 1 epizód                                                           |
| 1998      | Reggeli Einsteinnel!             | Breakfast with Einstein     | Keelin                 | - tévéfilm - vezető producer                                       |
| 1999      | Kerge város                      | Spin City                   | Marie Paterno nagynéni | 2 epizód                                                           |
| 1999      |                                  | Hayley Wagner, Star         | Sue Wagner             | tévéfilm                                                           |
| 2018      | Elvis Presley: egy fiú Tupelóból | Elvis Presley: The Searcher | nem szerepel           | - dokumentumfilm - vezető producer                                 |
| 2019      |                                  | Elvis                       | nem szerepel           | - minisorozat - vezető producer                                    |
| 2019      |                                  | Wedding at Graceland        | önmaga                 | tévéfilm                                                           |
| 2023      | Elvis, a titkos ügynök           | Agent Elvis                 | önmaga (hangja)        | - társalkotó és vezető producer - magyar hangja: - Ágoston Katalin |